# نامونئاس شمالی
نامونئاس شمالی یکی از پنج ناحیه ایالت چوک در کشور ایالات فدرال میکرونزی است. جمعیت آن در سال ۲۰۰۸، ۱۴٬۶۵۲ نفر بود. نامونئاس شمالی شامل دو آبخوست فونو و ونو می‌شود. بر پایه قوانین ایالت چوک، نامونئاس شمالی منطقه‌های شهرداری زیر را در بر می‌گیرد: (جمعیت‌ها در سال ۲۰۰۸ هستند)
- اونو (۳۱۹ نفر)
- ونو (۱۲٬۸۳۷ نفر)